# António Ferreira (pianista)
António Ferreira (Lisboa) é um pianista e maestro português.

## Biografia
António Ferreira nasceu em Lisboa. Estudou direcção de orquestra com Jean-Marc Burfin na Academia Nacional Superior de Orquestra e participou em cursos com o maestro Jean Sébastien Béreau, antigo professor do Conservatório Nacional Superior de Música de Paris. Aluno da Fundação Musical dos Amigos das Crianças (FMAC), instituição onde iniciou os estudos de piano com Maria Amélia Toscano, António Ferreira prosseguiu posteriormente os seus estudos de piano e de música de câmara na Escola Superior de Música de Lisboa com Jorge Moyano e Olga Prats, respetivamente. Frequentou ainda os estágios de música de câmara das Escolas de Música com o maestro João Paulo Santos.
Como pianista solista apresentou-se com a orquestra da FMAC interpretando obras de Saint-Saëns e Beethoven. Actuou igualmente em diversos concertos e recitais, designadamente na RTP e na RDP, no Salão Nobre do Teatro Nacional de São Carlos, no Serviço Acarte da Fundação Calouste Gulbenkian, no Centro Cultural de Belém, na Culturgest e no Coliseu de Lisboa, entre outros. No estrangeiro actuou em Espanha (Festival Internacional de Valência) e em França (Salon Josephine e Parlamento Europeu em Estrasburgo).
A convite da Câmara Municipal de Montijo, integrou o júri do II Prémio Nacional de Composição Jorge Peixinho.
Foi autor do programa “Prata da Casa”, emitido na Antena 2 e cujo principal objectivo é a divulgação da música erudita portuguesa.
Também da sua responsabilidade foi o ciclo de concertos comentados “As Janelas da Música – concertos conversados”, uma co-produção Antena 2 / Centro Cultural de Belém. Posteriormente e em parceria com a Artemrede (Teatros associados), este ciclo foi realizado em diversas zonas do país num total de 37 concertos efectuados entre Outubro de 2006 e Maio de 2007.
No domínio da direcção de orquestra, António Ferreira apresentou-se à frente da Orquestra Académica Metropolitana em vários concertos realizados por todo o país, executando um repertório diversificado de onde se destacam obras de Vivaldi, Haydn, Beethoven, Mendelssohn, Wagner, Milhaud, Barber e Ravel. Dirigiu ainda a Orquestra da FMAC em diversos concertos. Apresentou-se igualmente à frente de um ensemble de cordas em concertos realizados na Figueira da Foz e que contaram com a participação da soprano Ana Leonor Pereira e do violinista e Tiago Neto.
Em Maio de 2009 foi apresentado o seu primeiro CD – David de Souza “Tout près de mon coeur” – inteiramente preenchido com obras de David de Souza (maestro, violoncelista e compositor nascido na Figueira da Foz em 1880 e falecido na mesma cidade em 1918). O CD com obras para piano solo, voz e piano e violoncelo e piano, conta com as participações da soprano Ana Leonor Pereira e do violoncelista Pedro Neves.